# И (слово ћирилице)
И и (И и, искошено: И и) је слово које се употребљава у скоро свим азбукама осим белоруске. Десето је слово српске ћирилице. Настало је преузимањем слова ета из грчког алфабета.
Обично представља затворени предњи нелабијализовани самогласник /и/, као [и] у "стрија", или готово затворен готово предњи нелабијализован самогласник /ɪ/, као [и] у "биће".

## Употреба
Од 1930-их, ⟨и⟩ је десето слово руске азбуке, и представља /i/, осим иза неких сугласника. У руском, ⟨и⟩ обично стоји иза меких сугласника и стога се сматра меким пандантом ⟨ы⟩, које се изговара као [ɨ]. Међутим, за разлику од осталих „меких“ самогласника (⟨е⟩, ⟨ë⟩, ⟨ю⟩ и ⟨я⟩), слову ⟨и⟩ када стоји само не претходи полуглас /ј/.
До увођења слова ⟨ë⟩ ([jo]) 1797. године, слово ⟨и⟩ је било и део диграфа ⟨ио⟩ ([jo]); овај диграф постоји и даље у неким страним речима (на пример, име јапанског града Јокохаме транскрибује се као „Иокогама“). ⟨И⟩ у ⟨жи⟩, ⟨ши⟩ и ⟨ци⟩ изговара се као [ɨ] (звучи као ⟨жы⟩ [ʐɨ], ⟨шы⟩ [ʂɨ] и ⟨цы⟩ [t͡sɨ]), јер се у руском глас [i] не може изговорити после ⟨ж⟩, ⟨ш⟩ и ⟨ц⟩.
У бугарској азбуци ⟨и⟩ је девето слово. Представља глас /i/. Јавља се и с грависом, ⟨ѝ⟩, да би се у писању разликовали везник ⟨и⟩ („и“) и кратки облик индиректног објекта ⟨ѝ⟩ („јој“).
У казашком језику се ⟨И⟩ употребљава за /әј/ и /ɪј/ у домаћим речима и за /i/ у позајмљеним речима, а ⟨I⟩ се употребљава за /ɪ/ у домаћим речима.
У белоруском језику се слово ⟨и⟩ уопште не употребљава, а глас /i/ је представљен словом ⟨i⟩, познатим и као „белоруско-украјинско ⟨и⟩“.
Слово ⟨и⟩ је једанаесто слово украјинске азбуке и представља звук [ɪ], засебну фонему у украјинском. Украјинско ⟨и⟩ може се транслитерирати на друге језике који употребљавају ћирилично писмо помоћу ⟨и⟩ или ⟨ы⟩, због мањка јединственог правила транслитерације. Говорници других словенских језика могу да перципирају украјински [ɪ] као [i], [ɨ], а понекад и као [е]. Звук [i] представљен је словом ⟨i⟩, исто као у белоруском.
У српској ћирилици, ⟨и⟩ је десето слово. У српском, слово "и" представља глас /i/. У српској латиници, глас је представљен са „I/i“.
У македонском језику ⟨и⟩ је једанаесто слово азбуке и представља глас /i/.

## Рачунарски кодови
| Знак                      | И                         | И                         | и                       | и                       |
| ------------------------- | ------------------------- | ------------------------- | ----------------------- | ----------------------- |
| Назив у Уникоду           | CYRILLIC CAPITAL LETTER I | CYRILLIC CAPITAL LETTER I | CYRILLIC SMALL LETTER I | CYRILLIC SMALL LETTER I |
| Врста кодирања            | децимална                 | хексадецимална            | децимална               | хексадецимална          |
| Уникод                    | 1048                      | U+0418                    | 1080                    | U+0438                  |
| UTF-8                     | 208 152                   | D0 98                     | 208 184                 | D0 B8                   |
| Нумеричка референца знака | &#1048;                   | &#x418;                   | &#1080;                 | &#x438;                 |
| KOI8-R and KOI8-U         | 233                       | E9                        | 201                     | C9                      |
| Code page 855             | 184                       | B8                        | 183                     | B7                      |
| Code page 866             | 136                       | 88                        | 168                     | A8                      |
| Windows-1251              | 200                       | C8                        | 232                     | E8                      |
| ISO-8859-5                | 184                       | B8                        | 216                     | D8                      |
| Macintosh Cyrillic        | 136                       | 88                        | 232                     | E8                      |

## Слична слова
- Η η : Грчко слово Ета
- H h : Латинично слово "Х"
- Ι ι : Грчко слово Јота
- I i : Латинично слово I
- Й й : Ћириличко слово кратко И
- І і : Ћириличко слово І са тачком
- Ї ї : Ћирилично слово І са дијарезом